# Carro de carga

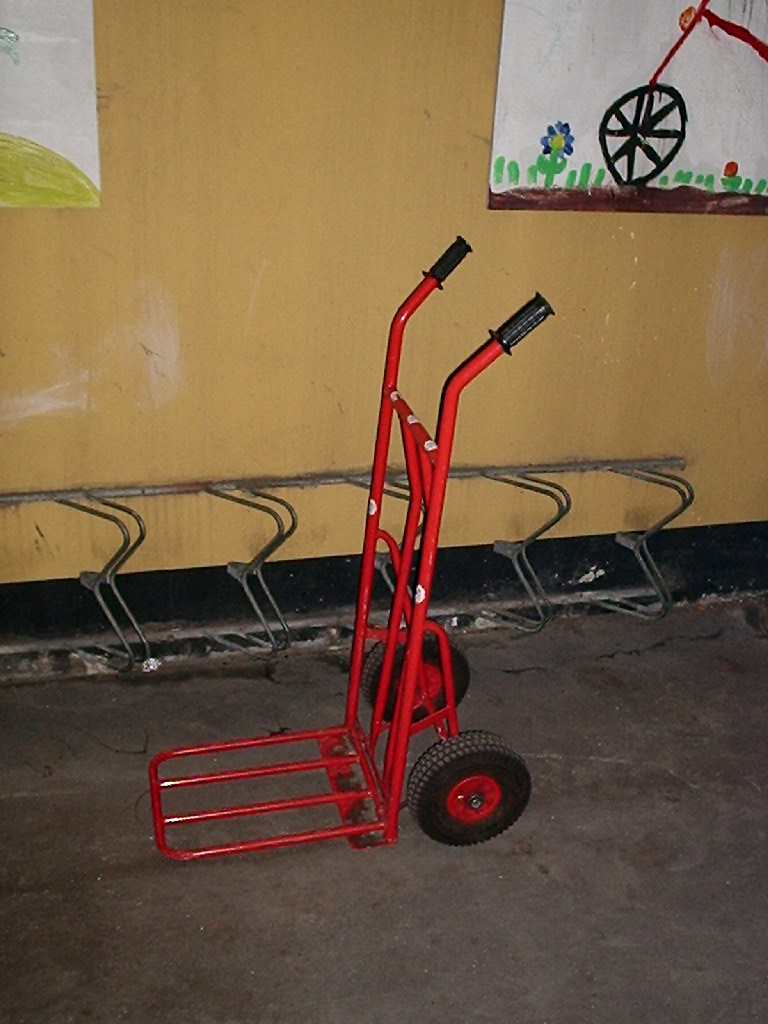
Carro de carga tradicional.

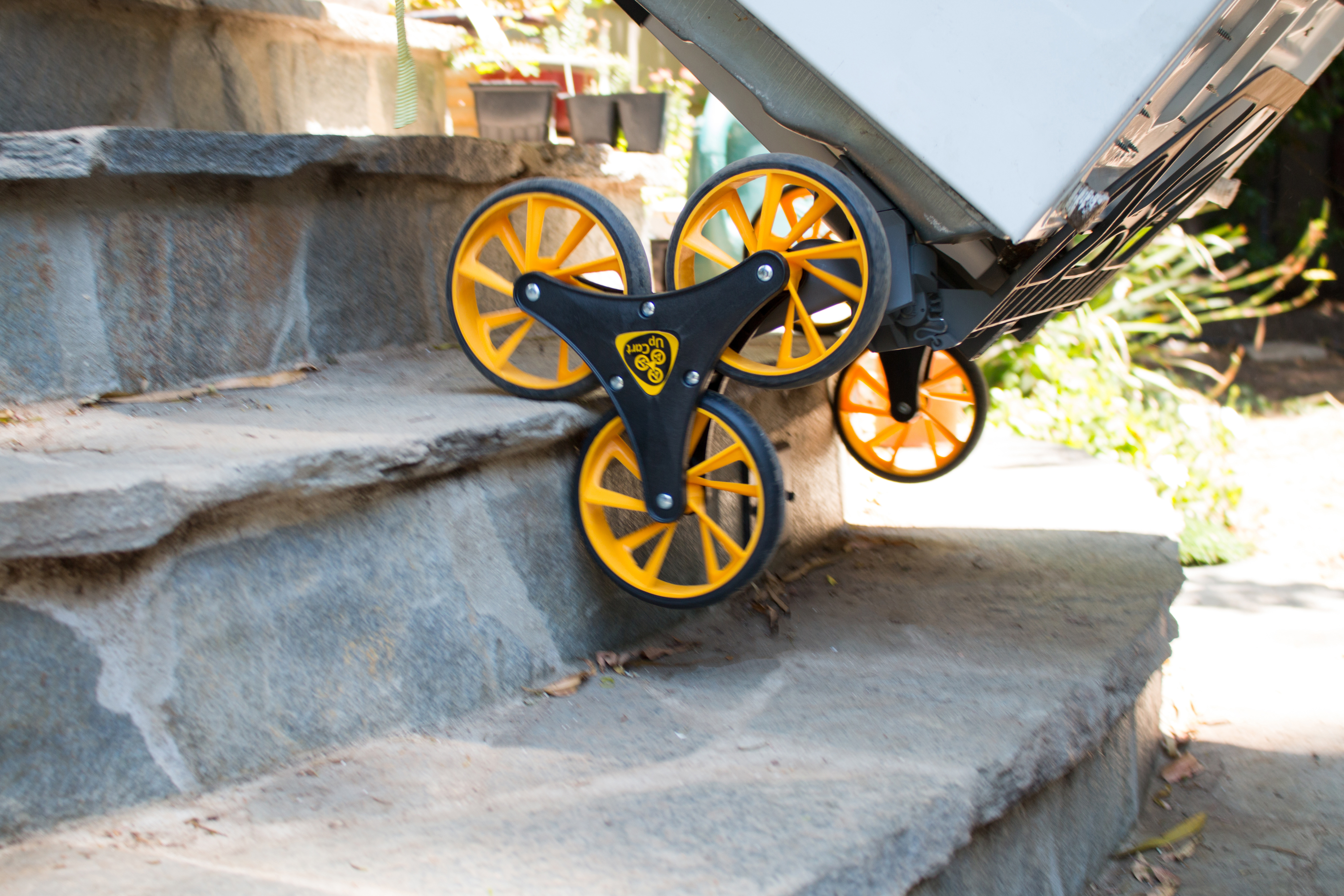
Carro de carga con ruedas escaladoras.

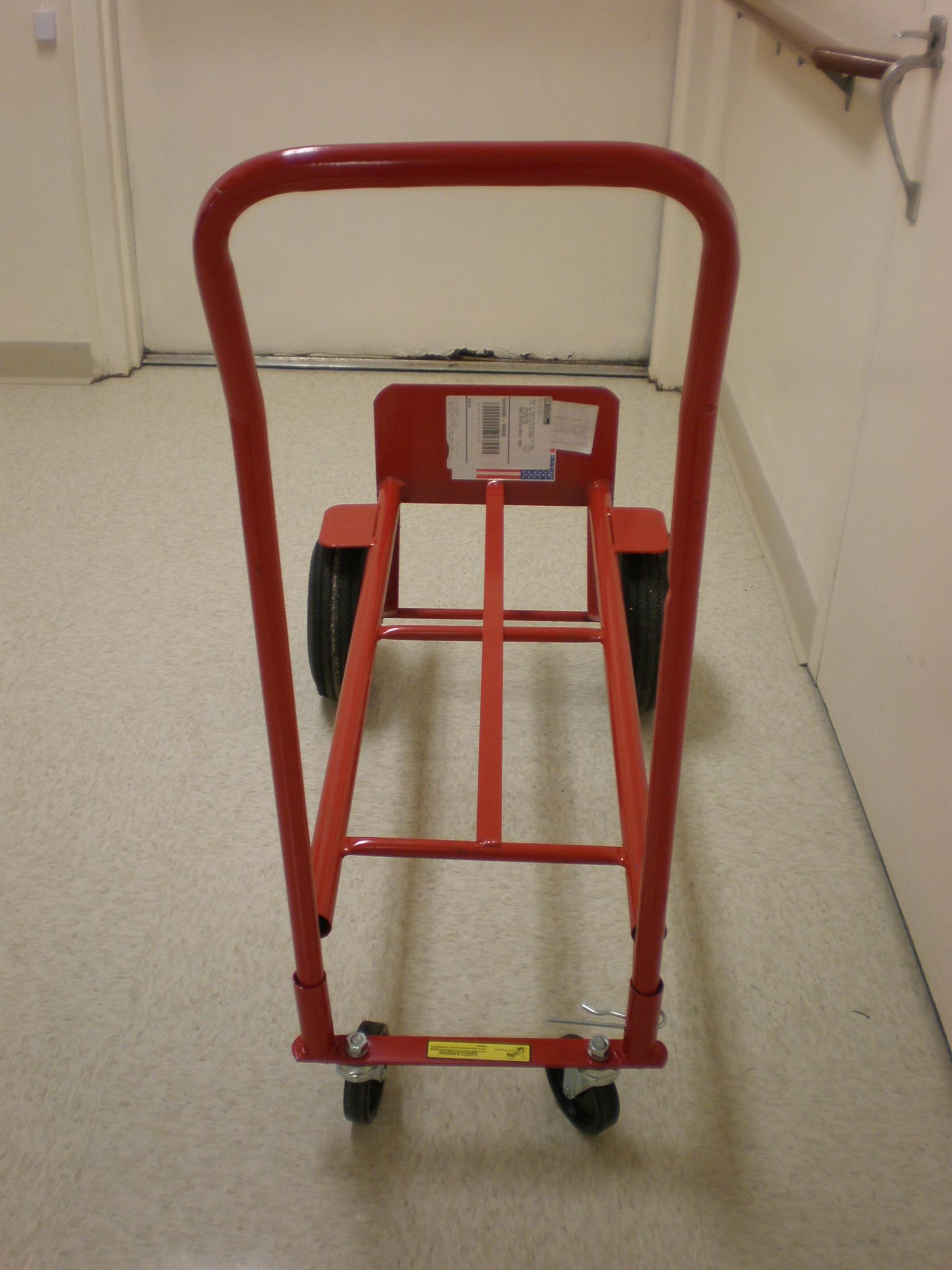
Carro largo de cuatro ruedas.

Una carretilla de carga, carro de carga, carretilla de mano, carro de mano, diablito (México), troco (Honduras), yegua (Chile) o carrucha (Venezuela —Valencia—), es un carro de carga manual en forma de "L" con dos ruedas en su base para desplazamiento y asas para dirigirlo en la parte superior. Cuenta con una base tipo repisa en la parte inferior para colocar objetos con el fin de trasladarlos. Se los utiliza para trasladar mercancías de forma manual, habitualmente dentro de un recinto, nave industrial o almacén, aunque también son útiles en mudanzas. 
Para levantar objetos se coloca la base hacia delante y abajo de ellos, entonces se lo inclina hacia atrás para levantarlos y posicionarlos en la parte trasera del carro. El peso se equilibra sobre las ruedas y se logra que objetos voluminosos y pesados sean transportados fácilmente. Por su funcionalidad se considera una palanca de primera clase.
Frecuentemente se los usa como carros de transporte para llevar maletas en las terminales de tren o aeropuertos. Regularmente se usan para transporte de paquetes en grandes almacenes.
Algunos están equipados con ruedas escaladoras que sirven para subir y bajar escaleras. Este tipo de carros son más difíciles de maniobrar cuando se los intenta girar sobre el eje en pisos planos.
Los carros de carga se fabrican en diferentes tipos de materiales como acero, aluminio o plásticos rígidos. Por lo general, son diseñados a partir de dos perfiles de aluminio extruidos como canales laterales y piezas de fundición de aluminio o magnesio. Algunas variantes son el tipo y tamaño de ruedas y las asas, de acuerdo a la aplicación que se le quiera dar.
Existen diversos diseños y tamaños para cubrir una amplia gama de necesidades aunque todos ellos siguen un formato común: Disponen de ruedas, el tradicional tiene dos y los alargados o con plataforma suelen tener dos ruedas fijas y dos giratorias, con o sin freno, fijadas a una base sobre la que se coloca la carga. Sobre esa base se pueden encontrar otros elementos como tiradores, paredes laterales o niveles de carga (estantes).
Debido a que el movimiento se realiza manualmente, estos carros deben ser suficientemente ligeros, resistentes y manejables para poder ser movidos por una sola persona.